# جزایر نورانا
جزایر نورانا یک جزیره در بحرین است که در خلیج فارس واقع شده‌است. جزایر نورانا ۲ نفر جمعیت دارد و ۰ متر بالاتر از سطح دریا واقع شده‌است.